# Грета (род)
Грета (лат. Greta) — род бабочек из семейства нимфалид (Nymphalidae) и подсемейства данаид (Danainae). Распространены виды этого рода в Южной Америке (исключая Аргентину и Чили).

## Виды
Ресурс: Nymphalidae веб-сайт Научной Группы (Nymphalidae Study Group website)
- Greta alphesiboea (Hewitson, 1869) — Эквадор, Перу
- Greta andromica (Hewitson, 1855) — от Гватемалы до Панамы, Тринидад, Колумбия
- Greta annette (Guérin-Méneville, 1844) — Мексика, Коста-Рика
- Greta depauperata (Boisduval, 1870) — Эквадор
- Greta dercetis (Doubleday, 1847) — от Венесуэлы до Боливии
- Greta diaphanus (Drury, 1773) — Ямайка, Доминиканская Республика
- Greta enigma (Haensch, 1905) — Перу, Боливия, Венесуэла
- Greta esula (Hewitson, 1855) — Колумбия
- Greta gardneri (Weeks, 1901) — Перу, Боливия
- Greta hermana (Haensch, 1903) — Эквадор, Боливия
- Greta libethris (C. Felder & R. Felder, 1865) — Перу, Боливия
- Greta lojana (Vitale & Bollino, 2001) — Эквадор
- Greta lydia (Weymer, 1899) — Эквадор
- Greta morgane (Geyer, 1837) — от Мексики до Панамы, Гватемала
- Greta nero (Hewitson, 1854) — от Мексики до Панамы
- Greta ochretis (Haensch, 1903) — Эквадор, Колумбия
- Greta oneidodes (Kaye, 1918) — Эквадор
- Greta ortygia (Weymer, 1890) — Перу, Эквадор, Колумбия
- Greta oto (Hewitson, 1854) — Бразилия
- Greta polissena (Hewitson, 1863) — Коста-Рика, Панама, Эквадор, Венесуэла
- Greta theudelinda (Hewitson, 1861) — Боливия, Эквадо, Колумбия